# Raymond Carver
Raymond Clevie Carver, Jr. (Clatskanie, 25 mei 1938 – Port Angeles, 2 augustus 1988) was een Amerikaans schrijver en dichter. Hij werd vooral bekend door zijn puntige, schijnbaar laconiek geschreven korte verhalen. Het grootste deel van zijn leven kampte hij met ernstige alcolholproblemen en zat hij financieel volledig aan de grond. Maar op zijn veertigste slaagde hij erin zijn leven op orde te krijgen. Binnen 10 jaar schreef hij literaire meesterwerken, die veelal gaan over mensen aan de onderkant van de maatschappij. Hij schrijft vooral over relaties die stuklopen, de uitzichtloosheid van het leven en het vergetelheid zoeken in de drank.
Carver wordt tegenwoordig beschouwd als een van de grootste Amerikaans auteurs van de 20ste eeuw en de belangrijkste kracht achter de heropleving van de Amerikaanse short story.

## Jeugdjaren (1938-1958)
Carver werd geboren in Clatskanie, maar groeide op in Yakima, als zoon van Clevie Raymond Carver en Ella Beatrice Casey. Raymonds broer, James Franklin, kwam in 1943 ter wereld. De ouders van Carver waren afkomstig uit Arkansas. Net zoals veel arbeiders uit de arme staten waren zij, ten tijde van de Depressie, naar het Westen getrokken. Zijn vader ging werken bij een houtzagerij en was zwaar aan de drank. Zijn moeder had af en toe een baantje als serveerster.
Carver bezocht zowel de lagere als de middelbare school in Yakima en bracht een groot deel van zijn vrije tijd door met lezen. Ook ging hij regelmatig jagen en vissen met vrienden en familie. Hij was gek op zijn vader en die genegenheid was wederzijds. Zijn vader was "evenveel aan Raymond gehecht als aan zijn rechterarm." Hij zorgde goed voor zijn gezin, maar had een slechte dronk. Toen hij weer eens een keer stomdronken thuis kwam, gaf zijn vrouw hem zo’n harde klap, dat hij begon te bloeden. Ray en zijn broertje schrokken hevig, maar hij bleek niets ernstigs te mankeren.
In het Yakima van de jaren vijftig gebeurde niet veel. Raymond zat op de middelbare school en kon al goed verhalen schrijven. Een keer won hij $ 25 bij een schrijfwedstrijd.In 1956 slaagde hij voor het eindexamen van de Yakima High School en ging, samen met zijn vader, aan de slag bij een zaagmolen in Califonië.
Toen hij 19 jaar oud was, trouwde Carver met Maryann Burk (die pas 16 was) en in december 1957 kregen ze een dochter, Christine La Rae. Een jaar later volgde een jongetje, Vance Lindsay. Carver nam allerlei baantjes aan om het gezin financieel te onderhouden, zoals conciërge, bibliotheekassistent en pakjesbezorger.
Tegen iedereen zei hij dat hij schrijver wilde worden. Zijn schoonzusje herinnert zich dat de jonge Ray toen al verhalen schreef over relaties van mensen, die tussen de 30 en 40 jaar oud waren en hoe zij dachten. Die verhalen leken niet te passen bij een jongen van zijn leeftijd, maar zijn leven lang behield hij dezelfde manier van schrijven, alsof hij leeftijdsloos was.
Toen Ray en zijn vrouw twee jaar getrouwd waren, hadden ze twee kleine kinderen, geen vaste baan en geen geld. Zijn ouders leefden ook in diepe armoede en hij haalde hen in huis en zorgde voor hun maaltijden. Al die tijd waren hij en zijn vrouw vol hoop en idealen. Als ze maar hard genoeg zouden werken, kwam het geluk vanzelf hun kant uit. Net als iedereen had hij maar één wens: het uitkomen van de American Dream.
Maar hoe hard ze ook werkten, er was nooit genoeg geld voor een fatsoenlijk bestaan. Uiteindelijk brak al die vergeefse moeite hem op. Zijn kinderen wilden geld voor kleren of de sleutel van de auto, terwijl hij een verhaal probeerde te schrijven. Hij kon het niet aan en bedronk zich. Het was geen verslaving, zei hij, maar hij vond sterke drank gewoon lekker. Alcoholisme associeerde hij met zwervers, die in het park sliepen. Niet met hardwerkende, godvrezende mensen zoals hij zelf.

## Ontwikkeling als schrijver (1958-1976)
In 1958 verhuisde het jonge gezin Carver naar Paradise, waar zijn schoonmoeder een huis voor hen had gekocht. Een aantal jaren later, toen de kinderen in de puberteit waren, hadden Ray en zijn vrouw nog steeds alleen maar losse baantjes. Hij probeerde zichzelf uit als beginnend schrijver: poëzie, korte verhalen, hele romans had hij in zijn hoofd, maar hij kreeg niets op papier. Daarom schreef Carver zich in voor een studie Creatief Schrijven aan het Chicago State College bij de auteur John Gardner. Deze werd zijn mentor en zou een belangrijke invloed op het leven en de carrière van Carver hebben.
In 1961 publiceerde Carver zijn eerste verhaal, The Furious Seasons, dat bloemrijker was dan zijn latere werk en beïnvloed leek te zijn door William Faulkner. Carver volgde ook een studie Creatief Schrijven bij de kortverhalen schrijver Richard Cortez Day. In 1963 behaalde hij zijn BA General Studies aan de Humboldt State University. In deze periode schreef hij ook zijn eerste verhalen voor het literaire tijdschrift Toyon, dat door studenten van deze universiteit werd uitgegeven. Hij gebruikte als schrijversnaam het pseudoniem John Vale.
In 1963 werd Carver toegelaten tot de Iowa Schrijvers Workshop (eveneens een studie Creatief schrijven) met een studiebeurs van $ 1000. Maar hij voelde zich niet thuis in het upper middle class milieu van de universiteit en werd verteerd door heimwee naar Californië. Al aan het eind van het eerste semester verliet Carver de Universiteit van Iowa.
In het midden van de jaren zestig woonde het gezin Carver in Sacramento. Raymond volgde colleges op het Sacramento State College, onder anderen van de dichter Dennis Schmitz. Onder zijn begeleiding publiceerde hij zijn eerste gedichtenbundel, Near Klamath.
Het jaar 1976 was een mijlpaal voor Carver met de verschijning van zijn verhaal Will You Please Be Quiet, Please? in de bloemlezing Best American Short Stories. Het boek bereikte de shortlist van de National Book Award. Tegelijkertijd begon hij met zijn eerste bureaubaan als redacteur bij de uitgeverij Science Research Associates.

## Neergang
In What it used to be like, A portrait of my marriage to Raymond Carver beschrijft Maryann Burk Carver de teloorgang van haar huwelijk met Raymond. In 1972 begon hij een buitenechtelijke affaire. Ze noteert:"In die tijd was hij voortdurend dronken. Het was hartverscheurend en de kinderen waren totaal van streek. In de herfst van 1974 was hij meer dood dan levend. Ik moest hem steeds opknappen, zodat hij er fatsoenlijk genoeg uitzag om naar zijn colleges te gaan."
In de jaren die volgden werd ze door Raymond mishandeld en vrienden drongen er bij haar op aan om te scheiden. "Maar", zo schrijft ze, "ik voelde me daartoe niet in staat. Ik dacht dat ik zijn drankprobleem wel aan kon. Ik hield van Ray, van het begin tot het eind."
In 1969 maakte hij kennis met Gordon Lish, een literair redacteur die van grote betekenis voor hem zou worden: hij nam de redactie ter hand van Carver’s korte verhalen en leerde hem kort en bondig schrijven en zijn zinnen in een bepaald ritme op te bouwen. Later zou Carver aan Lish schrijven: "Mocht ik ooit enige status, reputatie of geloofwaardigheid onder het grote publiek krijgen, dan zou ik het allemaal aan jou te danken hebben."
In 1971 begon Carver zelf te doceren aan de Universiteit van Californië-Santa Cruz en in het studiejaar 1972-1973 kreeg hij een aanstelling als lector Creatief Schrijven aan de Stanford Universiteit. Met het salaris van $ 4000 konden de Carvers een huis kopen in Cupertino. Tijdens al die jaren met steeds wisselende baantjes, opgroeiende kinderen en pogingen om een verhaal op papier te zetten, zocht Carver zijn toevlucht tot overmatig alcoholgebruik. Hij stopte met schrijven en gaf zich volledig over aan de drank.
Zijn baan als gasthoogleraar bij de Iowa's Writers Workshop, samen met John Cheever, moest hij opgeven. Hij kon het college geven niet combineren met de verschillende ziektes, die hij door de drank had opgelopen. Hij vertrok uit Iowa City en liet zich, kortstondig, in een centrum voor alcoholverslaving opnemen. Overigens zonder succes: hij zou nog drie jaar lang door blijven drinken.Tussen juni 1976 en maart 1977 werd Carver drie maal in een kliniek opgenomen. Hij stopte op 2 juni 1977 met drinken en scheidde van Maryann Burk in 1982. Zijn tweede leven was begonnen.

## Een tweede leven (1978-1988)
In november 1977 maakte Carver kennis met de dichteres Tess Gallagher, met wie hij in 1980 ging samenwonen in Port Angeles. Ze kochten een ruim huis met meerdere verdiepingen. Ray bracht veel tijd door met vrienden en vissen. Vaak had hij het idee, dat hij als ex-alcoholist, al die luxe niet verdiende, ook al was hij nu een gevierd schrijver.
Gallagher leidde het Creative Writing Program van de Universiteit van Syracuse, terwijl Carver lector was op de faculteit Engels. In de loop van de tijd werd hun huis een aanloopplek voor de literaire wereld. Om al te grote drukte te voorkomen had het paar een bord buiten opgehangen: "Schrijvers aan het werk!"
Zijn verhalen begonnen in steeds meer media te verschijnen. Hij leverde bijdragen aan vooraanstaande tijdschriften, zoals The New Yorker en Esquire. Veel van zijn verhalen werden relatief laat na hun verschijnen gebundeld. Het bekendst is Cathedral uit 1983. Binnen een periode van tien jaar schreef hij 12 romans. Hij werd onthaald als de opvolger van John Steinbeck en de redder van het Amerikaanse korte verhaal.
In die jaren in Port Angeles was hij al ziek en hoestte bloed op. Hij voelde zijn einde naderen, maar maakte zich daar niet druk over. Zijn gedachten waren vooral bij de dichtbundel die hij nog wilde voltooien. Hij besefte wel dat vooral zijn laatste jaren mooi waren geweest en vond het moeilijk om daar afscheid van te nemen. Hij had nog één wens: hij wilde nog graag met Tess Gallagher trouwen. Ze vlogen naar Reno en traden in het huwelijk. Daarna gingen ze naar het casino.

## Literaire kenmerken
Raymond Carver kende het leven van de kleine man van binnenuit, omdat hij in armoede was opgegroeid. In zijn verhalen keert hij steeds weer terug naar de onderkant van de maatschappij. Hoewel hij in de laatste jaren van zijn leven in betere omstandigheden verkeerde, bleef hij zich verbonden voelen met de armlastigen. Mensen die in trailerparken wonen, als conciërge werken of als houthakker. Niemand in de VS schreef over hen.
Het werk van Raymond Carver bestaat vooral uit korte verhalen en poëzie. Daarbij streefde hij ernaar om een verhaal zo kort en bondig als mogelijk te vertellen. Carvers redacteur bij het blad Esquire, de al eerder genoemde Gordon Lish, stimuleerde Carver een minimum aan woorden te gebruiken. Zijn vroegere leermeester John Gardner had hem voorgehouden om vijftien in plaats van vijfentwintig woorden te gebruiken in een zin. Lish ging nog verder: in plaats van vijftien zou vijf woorden al voldoende moeten zijn. Hij permitteerde zich zelfs grove inkortingen, die de stijl van Carver terugbrachten tot een soort van literair minimalisme.
Hij kon maanden aan een verhaal werken. Zijn manuscripten stopte hij in een la en na verloop van tijd, haalde hij ze eruit en bracht allerlei doorhalingen aan. Wanneer hij met een verhaal bezig was, leek al het andere onbelangrijk. Hij had vaak na de vierde of vijfde versie nog het idee, dat er meer in zat. En dan opeens wist hij, wat dat was. Het juiste woord, de juiste wending. Het gaf hem een gevoel van grote tevredenheid. Hij schreef zonder hoop en zonder wanhoop, of het verhaal een succes zou worden. Het was gewoon zijn werk.
Raymond Carver overleed op 2 augustus 1988 aan de gevolgen van longkanker. Hij ligt begraven op de Ocean View Cemetery in Port Angeles. Op zijn grafsteen staat een gedicht:
LATE FRAGMENT
And did you get what
you wanted from this life, even so?
I did.
And what did you want?
To call myself beloved, to feel myself
beloved on the earth.

#### Verhalenbundels
- Will You Please Be Quiet, Please? (1976). Nederlandse vertaling: Wil je alsjeblieft stil zijn, alsjeblieft?)
- Furious Seasons (1977)
- What We Talk About When We Talk About Love (1981). Nederlandse vertaling: Beginners)
- Cathedral (1983). Nederlandse vertaling: Kathedralen, (1984))
- Elephant (1988)

#### Gedichtenbundels
- Near Klamath (1968)
- Winter Insomnia (1970)
- At Night The Salmon Move (1976)
- Where Water Comes Together With Other Water (1985). Nederlandse vertaling: Zoveel water, zo dicht bij huis)
- Ultramarine (1986)
- A New Path To The Waterfall (1989)
- Bloemlezing in het Nederlands: Het woord liefde (2003)
- Uit het oosten, licht. Nederlandse vertaling door Astrid Staartjes (2021)

### Scenario
- Dostoevsky (1985, met Tess Gallagher)

### Verspreid werk
- Fires: Essays, Poems, Stories (1983)
- No Heroics, Please (1999)
- Call if You Need Me (2000)